# Odorrana daorum
Odorrana daorum är en groddjursart som först beskrevs av Bain, Lathrop, Murphy, Orlov och Ho 2003.  Odorrana daorum ingår i släktet Odorrana och familjen egentliga grodor. Inga underarter finns listade i Catalogue of Life.